# Peter Andre
Peter Andre, född Peter James Andrea 27 februari 1973 i Harrow, London, är en brittisk popsångare.

## Karriär
Andre har haft mest framgång i sitt nuvarande hemland Storbritannien. Han är dock uppväxt i Australien och är av grek-cypriotisk härkomst. Han bor för närvarande[när?] i Buxted i East Sussex, England.
Andre är känd för sitt äktenskap med glamourmodellen Katie Price, mer känd som Jordan. De gifte sig den 10 september 2005 och skilde sig 2009. De har tillsammans en son och en dotter. Under 2007 släppte han och Jordan ett album med covers på kända låtar som sålde i drygt 100 000 exemplar. Alla pengarna gick till välgörenhet.